# Umlaufverschluss

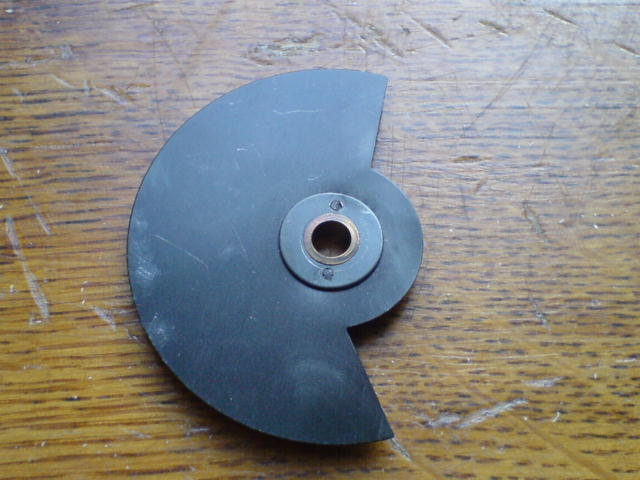
Umlaufverschluss aus einer Revere-Kamera für 16-mm-Film

Der Umlaufverschluss ist ein Bauteil von Filmkameras, Kopiermaschinen und Filmprojektoren, in letzteren  wird er auch Umlaufblende genannt. Der Umlaufverschluss besteht aus einem kreisrunden Blech, das sich um seinen Mittelpunkt dreht und aus dem ein Sektor geschnitten ist. Er ist mechanisch starr mit dem Filmantrieb verbunden und verschließt das Bildfenster, bis der freie Sektor das durch das abbildende Objektiv einfallende Licht (beziehungsweise das Kopierlicht) freigibt.
Je nach Konstruktion des Kamerafilmantriebes beträgt der Öffnungswinkel des Verschlusses zwischen 135 Grad (Bolex-Paillard H Reflex VS) und 235 Grad (Mitchell 16).
Umlaufverschlüsse gibt es in den Formen fest eingebaut – fest eingebaut und kuppelbar oder verstellbar – und auswechselbar.
Verstellbare Umlaufverschlüsse bestehen aus zwei aufeinander liegenden Blechen, die über Getriebe oder Hebel gegeneinander verdreht werden können. Mit ihnen ist es möglich, die Belichtungszeit auch während der Aufnahme zu verändern. Es entstehen Aufblendungen, Abblendungen und Überblendungen, wenn man das Filmstück mit einer Abblendung vor der Aufblendung in der verschlossenen Kamera zurückrollt.

Zusammenspiel von Transportgreifer und Umlaufverschluss

Eine Ausgestaltung des Umlaufverschlusses hat einen Winkel von 45 Grad zur optischen Achse und eine spiegelnde Oberfläche, welche das Licht vom Objektiv auf eine Mattscheibe umlenkt. Die Bedienperson der Kamera sieht durch diese Funktion den gleichen Ausschnitt mit der gleichen Schärfentiefe, wie er auf den Film fällt. Diese Funktion wurde in der Arriflex-Kamera von Arnold & Richter erstmals verwirklicht. Der Arriflex-Verschluss hat eine symmetrische Form mit zwei Flügeln und rotiert mit der halben Umdrehungszahl der Bildfrequenz.
Es gibt auch Umlaufverschlüsse, die um eine Achse quer zur optischen rotieren. So ein Verschluss umläuft die gesamte Mechanik und schneidet das Lichtbüschel vom Objektiv parallel mit Bildunter- und -oberkante. Kamerakonstruktionen dieser Art sind die von Dr. John L. Henry Smith (1897), die Akeley „Pancake“ (1911) und der Kinarri (1924).
Selten hat der Umlaufverschluss eine kegelige Form, z. B. beim Ciné-Sept von Debrie (1921). Trommelformen findet man beim Cinégraph Bol (1923), bei den Bolex Auto und anderen preisgünstigen Schmalfilmkameras. Bei der Aaton-Minima ist ein patentierter Kegelverschluss als Zusatz vorhanden, der verhindert, dass Streulicht vom Sucher auf den Film gelangt.
Bei Schrittkopiermaschinen ist auch ein Umlaufverschluss vorhanden. Der Öffnungswinkel ist da im Allgemeinen kleiner, zwischen 170 und 90 Grad. Typische solche Apparate sind die Matipo Debrie, der Lawley Step Printer oder die Uhler.

## Belichtungszeit in Abhängigkeit von Öffnungswinkel und Bildfrequenz
Es gilt die Formel
Zykluswinkel ÷ Öffnungswinkel × Bildfrequenz = Kehrwert der Belichtungszeit.
Beispiel: 360 ÷ 170 × 24 → 1/50,8 Sekunde.